# Coryphantha macromeris
Coryphantha macromeris ist eine Pflanzenart in der Gattung Coryphantha aus der Familie der Kakteengewächse (Cactaceae). Das Artepitheton macromeris leitet sich von den griechischen Worten makros für ‚groß‘ sowie meors für ‚Teil‘ ab und verweist möglicherweise auf die große Blütenhülle der Art. Englische Trivialnamen sind „Big Needle Cactus“, „Big Nipple Cory-Cactus“, „Long Mamma“ sowie „Nipple Beehive Cactus“, ein spanischer ist „Dona Ana“.

## Beschreibung
Coryphantha macromeris bildet meist Gruppen von bis zu 15 Zentimetern Höhe und 100 Zentimetern Durchmesser. Die Wurzeln sind fleischig. Die kugelförmigen bis zylindrischen, dunkelgrünen bis blaugrünen, gelegentlich mit der Zeit graugrünen, etwas schlaff fleischigen Triebe erreichen bei Durchmessern von 4 bis 8 Zentimetern Wuchshöhen von bis zu 23 Zentimetern. Die bis zu 15 Millimeter langen, sehr auffallenden Warzen sind konisch bis zylindrisch. Sie besitzen eine zarte Epidermis. Die Furche auf den Warzen reicht von der Spitze nur bis zur Hälfte der Warzenlänge. Manchmal tragen die Warzen Nektardrüsen. Die ein bis vier (selten sechs) schwärzlichen, braunen oder grauen Mitteldornen sind gebogen, etwas biegbar und 2,5 bis 3,5 Zentimeter lang. Die neun bis 15 schlanken, 1,6 bis 2,5 Zentimeter langen Randdornen sind weiß bis braun.
Die leuchtend rosaroten oder magentafarbenen Blüten sind 3 bis 5 Zentimeter lang und erreichen Durchmesser von 4,5 bis 7 Zentimetern. Ihre Blütenhüllblätter sind bewimpert. Die grünen Früchte sind bis zu 2,5 Zentimeter lang.

## Verbreitung, Systematik und  Gefährdung
Coryphantha macromeris ist in den Vereinigten Staaten in den Bundesstaaten New Mexico und Texas sowie in den mexikanischen Bundesstaaten Chihuahua, Coahuila, San Luis Potosí und Tamaulipas auf sandigen Schwemmböden der Vegetation der Chihuahua-Wüste verbreitet.
Die Erstbeschreibung als Mammillaria macromeris durch George Engelmann wurde 1848 veröffentlicht. Charles Lemaire stellte die Art 1868 in die Gattung Coryphantha. Weitere nomenklatorische Synonyme sind Echinocactus macromeris (Engelm.) Poselg. (1853), Cactus macromeris (Engelm.) Kuntze (1891) und Lepidocoryphantha macromeris (Engelm.) Backeb.(1942).
Es werden folgende Unterarten unterschieden:
- Coryphantha macromeris subsp. macromeris
- Coryphantha macromeris subsp. runyonii (Britton & Rose) N.P.Taylor

Coryphantha macromeris wird in der Roten Liste gefährdeter Arten der IUCN als „Least Concern (LC)“, d. h. nicht gefährdet, eingestuft.

## Nutzung
Coryphantha macromeris wird von den Tarahumara bei Zeremonien genutzt.

## Nachweise